# Yunus Khan
Yunus Khan, auch Junus Chan (* ca. 1415; † 1487), war ein Khan der Tschagatai-Mongolen im 15. Jahrhundert.

## Leben

### Herkunft und Jugend
Yunus war ein Sohn des Tschagatai-Khans Vais (Uwais, reg. 1418–28). Nach dem Schlachtentod seines Vaters 1428 kam mit Satuq Khan eine Marionette der Timuriden an die Macht und konnte sich bis 1434 (zumindest) in Kaschgar halten, während sich die Anhänger der legitimen Erben über der Nachfolgefrage zwischen Yunus und seinem jüngeren Bruder Esen-bugha zerstritten. Als sich die Emire unter der Federführung der Dughlat-Familie für den jüngeren Bruder Esen-bugha entschieden, musste Yunus zu den Timuriden fliehen und wurde nach Iran ins Exil geschickt. Viele Jahre lebte er in Yazd und Schiraz und erhielt von dem Historiker Sharafuddin Ali Yazdi (dem Autor des Zafername) eine Ausbildung.

### Machtergreifung
Schließlich gab ihm der Timuridenherrscher Abu Said (reg. 1451/59–69) 1456 eine Armee und sandte ihn gegen Esen-bugha, um diesen für seine Angriffe auf Taschkent und andere Städte des Timuridenreiches (1451 ff.) zu bestrafen. Yunus konnte jedoch gegen Esen-bugha und dessen wichtigsten Unterstützer, den Dughlat-Emir Sayyid Ali von Kaschgar (gest. 1457/8) nichts ausrichten und ließ sich am Issyk-kul nieder.
Erst der Tod Sayyid Alis, die nachfolgenden Rivalitäten innerhalb der Dughlat-Familie und der Tod seines Bruders im Jahr 1462 gaben ihm neue Handlungsmöglichkeiten. Er erlangte sukzessive die Kontrolle über Yarkant und Kaschgar, während Esen-bughas siebzehnjähriger Sohn Dost Muhammad (* ca. 1445, gest. 1468/9) die Mullahs verärgerte und sich 1464 wegen seiner Plünderung Kaschgars mit dem Oberhaupt der Dughlat-Familie entzweite. Nach dem plötzlichen Tod von Dost Muhammad konnte Yunus Khan auch den Westteil des Landes um Aksu und Turfan besetzen und wurde so zum Alleinherrscher. Dost Muhammads minderjähriger Sohn Kebek wurde zunächst in Turfan in Sicherheit gebracht und vier Jahre später von seinen eigenen Leuten ermordet, die umgehend von Yunus hingerichtet wurden.

### Regierung
Yunus Khan galt als ein höflicher und kultivierter Herrscher (u. a. Amateurmusiker, Maler, Kalligraph), als guter Soldat und Bogenschütze, als strenger Moslem und als Patron der Derwische. Seine Regierung war für die Verhältnisse der Steppe friedlich. Er residierte als typischer Nomadenfürst außerhalb der Städte. Als er wiederholt Neigungen zum städtischen Leben zeigte, setzten ihn seine Emire mit Hilfe des timuridischen Statthalters von Taschkent, Scheich Jamal für ein Jahr gefangen (1471/2), woraufhin er seine Ambitionen vorerst aufgab. Im Alter ließ er sich dann doch noch in (dem gerade erworbenen) Taschkent nieder, woraufhin ein Teil seiner Anhänger unter seinem jüngeren Sohn Ahmad ostwärts in Richtung Ili abzog.
Wie schon seine Vorgänger machte auch Yunus Khan keine Anstalten, die Dughlat-Familie um ihren immensen Einfluss über die Städte des Tarimbeckens zu bringen. Sein Verhältnis zum Oberhaupt der Dughlat, Muhammad Haidar (reg. 1564–80) war ausgeglichen und sicherte die innere Ordnung, zumindest solange, bis Muhammad Haidars Neffe Abu Bakr gegen seinen Onkel rebellierte. Abu Bakr konnte sich durch einen Sieg über Yunus und Muhammad Haidar 1479/80 in Yarkant, Hotan und Kaschgar ein unabhängiges Fürstentum erschaffen.

### Außenpolitik
Nach seiner Machtergreifung in Aksu erlitt Yunus Khan (vermutlich 1470) am Ili eine Niederlage gegen die Oiraten unter Amasandji bzw. Ash Timur, die ihn zum Abzug an den Syr-darja (in die Umgebung der zum Timuridenreich gehörenden Städte Taschkent, Türkistan) zwang, aber keine bleibenden politischen Folgen hatte. So konnte er es sich  schon 1473 erlauben, die damals zu Ming-China gehörende Oase Hami zu besetzen und fast zehn Jahre  zu behalten. 1476 entsandte er eine (Tribut-)Gesandtschaft nach Peking.
Im Westen warf er sich zum Schiedsrichter in einer Reihe von Machtkämpfen unter den Steppenfürsten und unter den Timuriden auf. So gewährte er (wie zuvor schon sein Bruder Esen-bugha) den Kasachenfürsten Kerei und Jani Beg Zuflucht und unterstützte sie gegen den Usbekenkhan Abu'l-Chair (reg. 1428–68). Nach Abu'l-Chair Khans Niederlage und Tod besiegte Yunus Khan 1468–72 dessen Söhne Budaq und Baruj, so dass sich die Usbekenherrschaft für die nächsten Jahrzehnte auflöste.
Weiterhin unterminierte er die Herrschaft des Timuridenfürsten Ahmad Mirza (reg. 1469–1494 in Samarkand), indem er seine Tochter Kutluk Nigar mit dessen Bruder und Rivalen Omar Scheich († 1494, regierte im Ferghanatal) verheiratete und diesen (als den schwächeren der beiden Rivalen) militärisch unterstützte. Der spätere Gründer des indischen Mogulreiches, Babur (gest. 1530) war sein Enkel aus dieser Verbindung. Als Folge seiner „Vermittlung“ zwischen Ahmad Mirza und Omar Scheich wurden Yunus Khan 1484 die (von ihm besetzten) Städte Sairam und Taschkent zugesprochen, wo er seine letzten Lebensjahre verbrachte. Erwähnt wird noch, dass Omar Scheich den Khan häufig besuchte, aber auch einmal gegen ihn rebellierte und kurzzeitig gefangengesetzt wurde.

### Nachfolge
Der Khan starb 1487 nach zweijähriger Krankheit (Paralyse). Nach seinem Tod teilten sich seine Söhne, der kultivierte, aber unfähige Mahmud (im Westen, hingerichtet 1508) und der kriegerische Ahmad (im Osten) die Macht. Ahmad besiegte dreimal die Kasachen und zweimal die Oiraten, wobei er den Beinamen Alatschi, d. h. „Totschläger“ erhielt. 1503 wurden beide Brüder in der Schlacht von Akhsi bei Kokand von dem Usbekenfürsten Muhammad Schaibani († 1510) besiegt, gefangen genommen und wieder freigelassen. Kurz darauf starb Ahmad 1503/4 an Paralyse und die Tschagatai-Herrschaft verlor gegenüber Usbeken, Kasachen und Kirgisen weiter an Bedeutung.